# 劍齒虎族
剑齿虎族（學名：Machairodontini)，為食肉目貓科下已滅絕的一族，分布於中新世至更新世的北美洲、歐洲、亞洲、非洲與南美洲。

## 描述
相较于刃齿虎族下的成员，如刃齿虎、巨颏虎等，剑齿虎族下物种的上犬齿相对较小，但是边缘帶有鋸齒，而且其门齿、前臼齿和臼齿上同样具有锯齿结构。這種帶有鋸齒的牙齒也曾在其他科的哺乳動物物種上出現過。

## 演化
針對化石中线粒体DNA的分析研究顯示，剑齿虎族大约于18万年前与刃齿虎族分开
帶有鋸齒的劍齒可能幫助狩獵當時的草食性巨型動物群，帶有鋸齒的邊緣很適合從獵物身上撕扯下血肉。。